# Tupungatito
Der Tupungatito, (a) auch Bravard genannt, ist ein aktiver Stratovulkan in den Anden, 80 km östlich von Santiago de Chile, an der Grenze zu Argentinien gelegen. Seine Höhe wird mit 5650 m (b) angegeben, er ist aber nur von seiner Basis aus sichtbar.
Über einer Grundfläche von 44 km² nimmt der Vulkan ein Volumen von 30 km³ ein. Er hat acht gut erhaltene Krater, die sich am Nordrand einer halbkreisförmigen, nach Nordwesten offenen Senke befinden. Die Senke ist mit einer ausgedehnten, 15 bis 190 m mächtigen Eis- und Schneemasse gefüllt, die über den Glaciar del Azufre (Schwefelgletscher) nach Nordwesten abfließt. Das Schmelzwasser des Gletschers speist den Río Colorado, der seinerseits in den Río Maipo mündet. Beim Gipfel gibt es einen hyper-sauren Kratersee (pH: 0,34 bis 0,6; Temperatur: 32,2 bis 35,2 °C; gelöste Feststoffe (TDS): 38,9 bis 45,1 g/l).
Der Tupungatito hat sich vor weniger als 55.000 Jahren gebildet und ist damit jünger als der benachbarte, inaktive Tupungato. Von den 13 Vulkanen in Zentral-Chile (zwischen 33 und 36° Süd) ist der Tupungatito neben dem Planchón-Peteroa-Vulkanmassiv einer der aktivsten. Er zeichnet sich durch ständige Fumarolenaktivität aus. Seit 1646 wurden 25 Eruptionen dokumentiert, die bisher letzte im Jahr 1986.
| Los Andes |

| Valparaíso |

| Santiago |

| Rancagua |

| San Fernando |

| San José de Maipo |

| Aconcagua |

| Juncal |

| Tupungato |

| Tupungatito |

| Marmolejo |

| San José |

| Maipo |

| Olla Blanca |

| Don Casimiro |

| Andrés |

| Palomo |

| Atuel |

| Overo |